# Diario Financiero
Diario Financiero es un periódico económico chileno fundado por un grupo de periodistas provenientes del cuerpo de Economía y Negocios de El Mercurio el 25 de octubre de 1988. Actualmente es controlado por el Grupo Claro. El tabloide utiliza desde su edición del 19 de junio de 1989 el papel rosado que distingue a los medios económicos en el mundo, como al diario británico Financial Times. Su principal competencia es el cuerpo "Economía y Negocios" de El Mercurio, Pulso del grupo Copesa y Estrategia.

## Historia
La idea de crear un diario especializado en finanzas surge a mediados de 1988 del periodista René Jáuregui, en ese entonces en Economía y Negocios del diario El Mercurio, quien en una conversación en la casa de Osvaldo Cifuentes, plantea la idea a Enrique Contreras y Roberto Meza. Ella consistía en lanzar una cuartilla que se distribuyera en el barrio financiero de Santiago, algo similar a como había comenzado Ámbito Financiero en Argentina, pero con los días Mario Vackflores, socio de Meza en una agencia de comunicaciones planteó que debería ser un diario. Jáuregui invitó al empresario Pedro Lizana a participar del negocio quien se convirtió en el primer presidente de Ediciones Financieras S.A.
La sociedad quedó constituida con un capital inicial de 30 millones de pesos divididos en tres mil acciones nominativas de una misma serie, sin valor nominal y de igual valor cada una, que se pagó con 12 millones de pesos correspondiente a 1.200 acciones suscritas y pagadas y 18 millones de pesos que correspondían a 1800 millones que se emitirían, suscribirían y pagarían en tres años. Las acciones fueron suscritas por seis socios: Pedro Lizana Greve, Presidente; Mario Vackflores, Gerente General; Roberto Meza Antognoni, Director; René Jáuregui, Editor General; Osvaldo Cifuentes Visconti y Enrique Contreras, Editores.
El nombre inscrito del nuevo diario fue El Diario Financiero, pero por oposición presentada por Víctor Manuel Ojeda Méndez, director del diario Estrategia y de la revista Gestión, ante el Ministerio de Economía se debió salir a circulación con el genérico El Diario, agregándole tres conceptos bajo él: Finanzas, Economía, Desarrollo. El 4 de abril de 2003, El Diario pasa a llamarse oficialmente Diario Financiero tras alcanzar un acuerdo en compra de la marca.[cita requerida]
Su primera oficina estuvo en el centro de Santiago, en calle Compañía 1048. En 1995 se muda a la comuna de Providencia, a Suecia 659. Luego sus dependencias se concentraron en el Barrio El Golf en calle San Crescente 81, 3° piso, en la comuna de Las Condes, hasta inicios de 2011, cuando el periódico movió sus oficinas a Av. Apoquindo 3885. 1° piso, para luego en 2017, situarse en el Edificio Fundadores, Badajoz 45, 10° piso, en la misma comuna, donde comparte instalaciones con las revistas Capital y ED, ligadas a Ediciones Financieras S.A.

### Primera edición
Su primera edición bajo el nombre de El Diario salió a la venta el martes 25 de octubre de 1988 y contó con 16 páginas. El titular principal fue "Chile comienza a exportar servicios". Los secundarios fueron "Más de una decena de ofertas de pagarés" en referencia a las declaraciones del negociador de la deuda externa, Hernán Somerville, quien había afirmado que se habían recibido una decena de ofertas para vender pagarés de deuda externa chilena en el Banco Central de Chile. Otros eran: "CORFO eligió a seis postulantes a Lan Chile" y "Sofofa pide eliminar impuesto al crédito".
A fines de 1989, uno de los socios, Mario Vackflores se aleja del proyecto vendiéndole su participación al resto de los cinco socios. Tras enfrentar una serie de dificultades financieras y negociar la entrada de socios, entre los que estuvieron interesados Álvaro Saieh, entre otros, a comienzos de 1992, la sociedad quedó constituida en un 57,5% en poder de los socios originales, un 11,5% cada uno; un 37,5% en manos de los empresarios Roberto Izquierdo, José Luis del Río, y Andrés Navarro, un 12,5% cada uno; y un 5% en manos de profesionales ligados al Gobierno de Patricio Aylwin.
En 1995 se produce el ingreso del empresario Ricardo Claro Valdés a su propiedad a través del porcentaje que había sido de Pedro Lizana, además lanzó una oferta a los socios originales que fue aceptada por tres de ellos, quedándose sólo Meza. El 7 de agosto de 1995 el periódico financiero El Diario circuló con un nuevo diseño que incluía cambios de formato, contenidos y diagramación. Ese día con la particularidad de hacer del diario más vanguardista se utilizaron iconos gráficos que simulaban una edición en Internet. Ese mismo día la noticia que titulaba El Diario y hacía referencia a exportaciones con una foto de una gran manzana simplemente desapareció y no estaba en esa edición.
En 1996 ingresó como socio de Ricardo Claro en Ediciones Chiloé, que es el controlador de Ediciones Financieras, el grupo español Recoletos, filial en ese momento de Pearson (editor de Financial Times), dueño del diario español Expansión. Este grupo dispuso de un director delegado (una especie de mandamás del periódico, ya que la legislación chilena no permite que un extranjero sea director de diario), que recayó en Carmelo Calvo Ridruejo. 
La llegada del grupo español permitió un impulso en la parte editorial al contar con acuerdos claves como la traducción y derechos exclusivos sobre artículos de Financial Times, BusinessWeek, Economist Intelligence Unit y del propio Expansión.
La expedición española continuó hasta agosto de 2005, cuando Recoletos vende su participación en Diario Financiero a Cristalerías Chile, propiedad del Grupo Claro, por tres millones de dólares (2,5 millones de euros), según informó el grupo español que a esta altura cotizaba en la Bolsa de Madrid. Con esto, el grupo Claro aumentó su participación en Ediciones Financieras S.A., controladora de Diario Financiero, a un 73,31%, quedando el resto de la propiedad en manos de conocidos empresarios chilenos como Roberto Izquierdo Menéndez (empresas Alimar), Andrés Navarro Haeussler (Sonda) y José Luis Del Río Rondanelli (Derco/Falabella).
En diciembre de 2016, los controladores deciden la fusión de Ediciones Financieras S.A. con Ediciones e Impresos S.A., controladora de las revistas Capital, Paparazzi y Ed, quedando la primera como continuadora de ambas operaciones.
En 2022, el directorio de Ediciones Financieras S.A. estaba compuesto por: 
- Presidente: Baltazar Sánchez Guzmán
- Vicepresidente: Roberto Izquierdo Menéndez
- Directores: Andrés Navarro Haeussler, Cirilo Elton González, Ernesto Corona Bozzo y Luis Grez
- Director: José Tomás Santa María (desde abril de 2023)
- Gerente General y Representante Legal: Luis Hernán Browne Monckeberg

## Directores
Ocho han sido sus directores desde su nacimiento:
- El periodista Roberto Meza Antognoni ingresó con el grupo de fundadores hasta que estos últimos vendieron a Ricardo Claro.
- El empresario chileno designó en abril de 1995 en la dirección de El Diario al periodista Roberto Pulido Espinosa, tras fallecer este de un cáncer el 10 de noviembre de 1996.
- Asumió el subdirector en ese entonces, Roberto Undurraga Silva, quien se mantuvo hasta 1999.
- En 1999, asumió el periodista Guillermo Turner Olea. Este último estuvo en la dirección hasta 2006 cuando quedó como Director delegado asumiendo además, funciones de coordinación del Área de Comunicaciones del Grupo Claro.
- En esa fecha asumió la dirección de Diario Financiero, el ingeniero comercial Francisco José Covarrubias Porzio, quien estuvo en el cargo hasta junio de 2009, fecha en que regresa Guillermo Turner Olea a hacerse cargo de la dirección del diario.
- Desde agosto de 2011 a marzo de 2018, Diario Financiero estuvo dirigido por el periodista Roberto Sapag Quiroz.
- Desde abril de 2018 hasta marzo de 2023 fue dirigido por la primera directora mujer, la periodista Marily Lüders.
- A partir de abril de 2023 asumió la dirección de Diario Financiero, el periodista José Tomás Santa María C.

## Resultados
De acuerdo a la Memoria de Cristalerías Chile, empresa de la que es filial Ediciones Financieras, el "Estudio de hábitos de lectura" que preparó Ipsos Search Marketing para 2007 mostró que Diario Financiero había alcanzado un promedio de 57.000 lectores cada día, lo que representbaa un 21% de crecimiento frente al mismo estudio del año anterior y un 58% por sobre su competencia más directa. Consecuencia de esta consolidación y del crecimiento en lectores, la inversión publicitaria en el diario aumentó un 11% respecto al año anterior".[cita requerida]
Los resultados entregados por Cristalerías a la Superintendencia de Valores y Seguros (SVS) informan que Ediciones Chiloé, controladora en un 99,92% de Ediciones Financieras S.A. mostró una pérdida de $ 659 millones en 2017, menor a la pérdida de $ 1.038,2 millones de 2016.